# Mirai Nikki
Mirai Nikki (未来日記 (Vị lai Nhật ký) Nhật ký tương lai) là tên một bộ manga 12 tập của Esuno Sakae, định kỳ trên Shōnen Ace (Kadokawa Shoten) từ 2006 đến 2011. Manga đã được chuyển thể thành một series anime 26 tập phát sóng trên Chiba TV và một phim truyền hình dài 11 tập chiếu trên Fuji TV.
Truyện có 2 ngoại truyện lần lượt là Mirai Nikki: Mosaic và Mirai Nikki: Paradox. Ngoại truyện Mosaic kể những tình tiết chưa được tiết lộ trước đó, còn Paradox lại kể về Akise Aru và Murumuru ở một chiều không gian khác.

## Cốt truyện
Amano Yukiteru là một nam sinh 14 tuổi cô đơn, nhút nhát và mơ mộng, luôn quan sát cuộc sống và ghi lại những sự kiện diễn ra trong ngày một cách nhàm chán trên điện thoại di động của mình. Những người bạn duy nhất của cậu là Deus Ex Machina, vị thần Không - Thời gian trong tưởng tượng và trợ lý của ông ta là nữ tiểu quỷ Muru Muru. Một ngày, Deus hiện ra trước mắt cậu và biến điện thoại của Yukiteru thành Nhật ký Tương lai, có khả năng dự đoán tương lai lên đến chín mươi ngày. Yukiteru mau chóng phát hiện ra mình và mười một người khác đã được Deus chọn để tham gia Trò chơi Sinh tồn do ông tổ chức. Có tất cả 12 người chơi, và mỗi người đều được cấp một Nhật ký Tương lai với chức năng khác nhau để loại bỏ những người chơi khác, hay còn gọi là các Chủ nhân Nhật ký, và người duy nhất sống sót đến cuối cùng sẽ là người thừa kế ngai vàng Chúa tể từ Deus. Kỳ lạ thay, Yukiteru lại được Gasai Yuno - một nữ sinh nổi tiếng xinh đẹp và chăm ngoan trong trường yêu thương và bảo vệ xuyên suốt trò chơi, một bạn cùng lớp quyến rũ nhưng tâm thần không ổn định, và đặc biệt cô yêu cậu vô điều kiện. Cùng nhau, cặp đôi đã tiêu diệt được bốn Chủ nhân Nhật ký đầu tiên là Hiyama Takao - thầy giáo chủ nhiệm và cũng là một kẻ sát nhân hàng loạt; cùng Kasugano Tsubaki - người đứng đầu 14 tuổi bạc mệnh của Giáo phái Omekata; Hirasaka Yomotsu - người tự xưng là anh hùng công lý với niềm tin công lý mù quáng; Houjou Reisuke - thần đồng 5 tuổi sống trong một gia đình đầy mâu thuẫn
Hai Chủ nhân Nhật ký thân quen mà họ thường xuyên gặp phải là nữ khủng bố khét tiếng Uryuu Minene - người muốn tiêu diệt tất cả các tôn giáo sau khi cha mẹ cô chết trong một cuộc chiến tranh tôn giáo; và Kurusu Keigo, vị cảnh sát trưởng được Deus đưa vào nhằm làm cân bằng trò chơi, đặc biệt Keigo dường như không hứng thú với ngai vàng Chúa tể mà chỉ mong muốn làm giảm số người thương vong khi cuộc chơi diễn ra. Ban đầu, Keigo, Yukiteru và Yuno lập một liên minh với nhau nhưng sau đó, ông lại phản bội cặp đôi khi phát hiện ra con trai đang mắc bệnh tim nặng của mình sắp không qua khỏi, và ông kiên quyết phải trở thành Chúa tể để cứu sống gia đình mình. Keigo ám sát Chủ nhân Nhật ký Số 10 Tsukishima Karyuudo và buộc tội Yukiteru và Yuno là kẻ ám sát nhằm lấy cớ để sử dụng lực lượng của mình truy nã cặp đôi. Không may, Minene lại nắm giữ bằng chứng phạm tội của Keigo và cô đưa nó cho thuộc cấp của ông là Nishijima Masumi, vạch trần tội ác của vị cảnh sát trưởng. Bị dồn đến đường cùng, Keigo yêu cầu Minene hãy bảo vệ vợ và con trai mình rồi tự sát, rút khỏi cuộc chơi.
Sau đó, Yukiteru và Yuno cũng hạ gục Ikusaba Marco và Mikami Ai - cặp đôi chiến binh đường phố với tình yêu mãnh liệt và sâu đậm.
John Bacchus, thị trưởng Thành phố Sakurami và cũng chính là người đã sáng tạo nên Nhật ký Tương lai cùng Deus, nhằm hạ gục Yukiteru đã cố gắng thao túng người cha đang nợ nần của cậu là Kurou. John yêu cầu Kurou phải tiếp cận con trai mình, ánh cắp nhật ký của cậu và phá hủy nó để được xóa nợ. Kurou thất bại lại vô tình giết chết vợ cũ của mình và cũng là mẹ Yukiteru - Rea. Không hoàn thành nhiệm vụ, Kurou bị những tay sai xã hội đen của John đâm đến chết. Từ sự kiện đó, Yukiteru thề sẽ chiến thắng Trò chơi Sinh tồn và hồi sinh cha mẹ mình. Cậu và người tình Yuno quyết tâm nhắm vào những Chủ nhân Nhật ký còn lại là Minene, John và Ueshita Kamado - người điều hành một trại trẻ mồ côi. Trong khi đó, Akise Aru - thám tử học sinh sắc sảo, là bạn thân của Yukiteru và Nishijima đã phát hiện ra ba xác chết trong nhà của Yuno. Aru tìm ra danh tính của hai cái xác đầu tiên chính là cha mẹ cô và cái xác thứ ba được xác định lại chính là Gasai Yuno, và cậu nghi ngờ rằng Yuno hiện tại là giả.
Nhật ký của Kamado có khả năng cung cấp các nhật ký con dự đoán được tương lai cho một số thường dân trong thành phố, và John đã ép buộc bà hợp tác với ông bằng cách giao nộp nhật ký của mình, sau đó John kết nối nó với một siêu máy tính và mọi người dân trong thành phố đều sở hữu được khả năng tiên đoán tương lai, mà theo John đó là kế hoạch hoàn hảo nhằm đưa nhân loại lên bước tiến mới. Yukiteru và Yuno, Minene, Nishijima và bạn bè của Yukiteru đều xông vào trụ sở của John nhằm ngăn chặn kế hoạch điên rồ trên và đưa thành phố trở lại trật tự ban đầu. Trên đường ngăn cản ông ta, Nishijima - sĩ quan cảnh sát và hôn phu của Minene bị tay sai của ông bắn chết trong khi cố bảo vệ cô. John sau đó đã chạy trốn vào hầm ngân hàng có độ bảo mật cao tuyệt đối nằm bên trong trụ sở của mình. Minene trong cơn tuyệt vọng và tức giận tột độ vì mất Nishijima, đã quyết định hy sinh thân mình bằng cách cài bom cảm tử để phá hủy hầm ngân hàng nhưng không thành công. Bằng mưu kế của mình, Yuno đã mở được của hầm và giết chết vị thị trưởng. Riêng Akise Aru, vì vẫn còn phân vân tại sao lại có hai Yuno, một còn sống và một đã chết, nên cậu kiên quyết hỏi Deus nhưng ông tiết lộ cậu thực chất là một hình nhân của Thiên đường được thiết kế y hệt con người để quan sát Trò chơi và giữ cân bằng.
Yukiteru với quyết tâm của mình đã thẳng tay giết tất cả những người bạn thân và sau đó là Kamado. Trong khi đó, Aru chiến đấu với Yuno và phá hủy nhật ký của cô nhưng phát hiện ra cô còn sở hữu một bản sao thứ hai của nó. Nhận ra sự thật rằng cả cái xác và cô đều là Yuno đích thực, và người đang đứng trước mặt cậu là bản thể đầu tiên đến từ Thế giới Thứ Nhất - một dòng thời gian đã sụp đổ, tồn tại song song với thế giới hiện tại. Thực chất, trước khi Trò chơi Sinh tồn diễn ra ở thế giới hiện tại, đã có một Trò chơi Sinh tồn được tổ chức ở Thế giới Thứ Nhất và người chiến thắng cuối cùng là Yuno, nhưng vì muốn được tiếp tục ở bên Yukiteru, cô đã đến Thế giới Thứ Hai này, giết chết Yuno của thế giới này và thay thế cô, sau đó chính thức tham gia Trò chơi Sinh tồn thứ hai. Aru trước khi chết đã cố gắng viết sự thật này vào điện thoại di dộng và đưa cho Yukiteru để cậu giác ngộ nó.
Khi đến ngày tận thế, Yukiteru và Yuno chính thức trở thành một đôi. Tuy nhiên, Yukiteru tiết lộ với Yuno những gì Aru đã nói với mình và mong cô chịu thừa nhận sự thật, nhưng cô ngay lập nổi điên lên và tìm cách giết cậu để tạo ra Thế giới Thứ Ba và tìm một Yukiteru khác thay thế. Muru Muru tạm thời đưa Yukiteru chạy trốn khỏi Yuno và đưa cho cậu xem toàn bộ những gì đã xảy ra với bản thể của chính cậu trong Thế giới Thứ Nhất; ở đó, cậu là một thiếu niên dũng cảm, bằng sức mạnh của mình đã sống sót đến cuối với Yuno và quyết định tự tử cùng nhau, nhưng cô lại không chết và nghiễm nhiên trở thành kẻ sống sót cuối cùng, nhận lấy ngai vàng Chúa tể. Nhận ra rằng bản thân không có khả năng hồi sinh Yukiteru đã chết, trong đau buồn, Yuno đã quay ngược thời gian, tạo ra Thế giới Thứ Hai - thế giới hiện tại, giết người Yuno của thế giới này và thay thế cô ta.
Yuno và Muru Muru lại quay ngược thời gian một lần nữa, tạo ra Thế giới Thứ Ba. Bất ngờ, Minene cũng xuất hiện; thực chất khi sắp chết ở hầm ngân hàng, cô được Deus cứu và ban cho một phần sức mạnh của ông, biến cô trở thành một bán thần và tay sai của mình. Minene sau đó đã đưa Yukiteru đuổi theo Yuno để ngăn chặn một vòng lặp Trò chơi Sinh tồn mới diễn ra. Cả hai phe chiến đấu với nhau tại Thế giới Thứ Ba ngay trong đêm. Yuno vì không thể giết Yukiteru nên đành nhốt anh vào một quả cầu giấc mơ nhằm giam giữ anh trong đó, tiếp đến cô tìm thấy Yuno của Thế giới Thứ Ba và quyết định giết bản thể của chính mình để thay thế như lần trước. Toan vung dao xuống, Yuno Thứ Nhất bị Yukiteru ngăn lại; cậu đã thoát khỏi quả cầu giam giữ vô hình bằng ý chí và tình yêu của mình dành cho cô. Mặc dù Yukiteru yêu cầu Yuno giết chết mình để cô được sống, thay vào đó Yuno lại tự sát và tự loại chính mình khỏi cuộc chơi, lìa đời trong vòng tay người mình yêu. Yukiteru nghiễm nhiên trở thành Chúa tể và được Muru Muru kéo trở lại Thế giới Thứ Hai, lúc này đã bị phá hủy hoàn toàn, chỉ còn lại một khoảng không vô định.
Tại Thế giới Thứ Ba, vì không có một Trò chơi Sinh tồn nào xuất hiện nên toàn bộ thế giới được bền vững và bình yên. Ở thế giới này, Minene thứ hai - nữ bán thần đã kết hôn với Nishijima Masumi thứ ba, sinh cho anh hai con trai và họ sống hạnh phúc cùng nhau dưới một mái nhà. Minene thứ ba vẫn còn là một khủng bố mới vào nghề và đang bị truy nã. Kurusu Keigo đã kịp thời đưa con trai mình chữa bệnh tim và cậu được cứu sống; vào ngày cậu xuất viện, Keigo và vợ ông là Naoko đã đưa cậu trở về nhà. Hiyama Takao phải đi tù cho hành vi sát nhân và đang được cải tạo. John Bacchus làm tốt công việc thị trưởng của mình và kết hôn với Ueshita Kamado sau một thời gian dài hẹn hò. Ikusaba Marco và Mikami Ai kết hôn và sống hạnh phúc cùng năm đứa con, Marco trở thành công nhân nhà máy còn Mikami Ai làm giúp việc trong ngôi đền của Kasugano Tsubaki - nữ tư tế đang thầm thương trộm nhớ Akise Aru. Hirasaka Yomotsu vẫn là một anh hùng công lý thường xuyên làm các công việc thiện nguyện. Houjou Reisuke sống hạnh phúc với bố mẹ và trở thành phụ tá nhí cho Akise Aru - thám tử học sinh tài năng. Tsukishima Karyuudo cũng có một cuộc sống vui vẻ và lành mạnh với bầy thú cưng và thường xuyên được mời đến các chương trình quảng cáo. Yukiteru và Yuno của thế giới thứ ba cũng sống hạnh phúc bên gia đình của họ.
Riêng Yukiteru thứ hai sau khi trở thành Chúa tể vì quá thương nhớ Yuno đã không sử dụng sức mạnh của mình để tạo nên thế giới mới, cậu dành một khoảng thời gian rất dài chỉ để theo dõi xem Yuno của Thế giới Thứ Ba sống có tốt không, và cố gắng giữ cho Thế giới Thứ Ba luôn bình yên để cô được sống hạnh phúc. Anh nhìn chằm chằm vào nhật ký của mình, đau buồn rằng mình sẽ không bao giờ được ở bên Yuno thêm lần nào nữa. Tuy nhiên, bằng ý chí lạ thường, Yuno thứ ba phá vỡ bức tường ngăn cách không gian và thời gian, sau đó Muru Muru đã cho cô nhận lấy toàn bộ ký ức của Yuno thứ nhất. Yukiteru và Yuno sau đó đã tái hợp với nhau, anh chia sẻ cho cô sức mạnh thần thánh, họ trở thành hai vị Chúa tể và sống trong tình yêu vĩnh cửu mãi mãi về sau.

## Nhân vật
Mirai Nikki kể về Amano Yukiteru "Yuki", một cậu bé ngại giao tiếp xã hội và là thành viên chính của trò chơi, người chỉ muốn được sống sót; Gasai Yuno, một người chơi khác của trò chơi và là người bạn sẵn sàng làm mọi thứ để được bên Yuki; Uryū Minene, một nữ khủng bố tai tiếng sự giận dữ với thánh thần; và Akise Aru, một thiên tài thiếu niên và là một người bạn của Yuki, cậu điều tra về bản chất thực sự của trò chơi và bí mật đen tối của Yuno.

## Bài hát
- Bài hát mở đầu (gồm hai bài tất cả): Kuusou Mesorogiwi (thể hiện bởi nhóm nhạc Yousei Teikoku, chạy từ tập 1 đến tập 14) và Dead END (thể hiện bởi Faylan, chạy từ tập 15 đến hết).
- Bài hát kết thúc (gồm hai bài tất cả): Blood Teller (thể hiện bởi Faylan) và Filament (thể hiện bởi nhóm nhạc Yousei Teikoku, nữ ca sĩ Itsuki Yui hát chính).

## Phát hành
"Mirai Nikki" được định kỳ trên Shōnen Ace (Kadokawa Shoten) từ năm 2006 đến 2010 và được tổng hợp thành 14 tập truyện, 12 tập chính truyện và 2 ngoại truyện. Tính đến nay, "Mirai Nikki" đã bán được hơn 4 triệu bản tại Nhật Bản.

### Danh sách
| #       | Ngày phát hành tiếng Nhật                                           | ISBN tiếng Nhật                                                      |
| ------- | ------------------------------------------------------------------- | -------------------------------------------------------------------- |
| 1       | 26 tháng 7 năm 2006                                                 | 978-4-04-713839-1                                                    |
| 2       | 26 tháng 10 năm 2006                                                | 978-4-04-713872-8                                                    |
| 3       | 26 tháng 3 năm 2007                                                 | 978-4-04-713912-1                                                    |
| 4       | 26 tháng 10 năm 2007                                                | 978-4-04-713954-1                                                    |
| 5       | 26 tháng 2 năm 2008                                                 | 978-4-04-715026-3                                                    |
| 6       | 26 tháng 6 năm 2008                                                 | 978-4-04-715072-0                                                    |
| 7       | 26 tháng 11 năm 2008                                                | 978-4-04-715130-7                                                    |
| Mosaic  | 26 tháng 11 năm 2008                                                | 978-4-04-715129-1                                                    |
| 8       | 26 tháng 5 năm 2009                                                 | 978-4-04-715248-9                                                    |
| 9       | 26 tháng 11 năm 2009                                                | 978-4-04-715323-3                                                    |
| 10      | 26 tháng 3 năm 2010                                                 | 978-4-04-715400-1                                                    |
| Paradox | 26 tháng 3 năm 2010                                                 | 978-4-04-715412-4                                                    |
| 11      | 9 tháng 9 năm 2010 (bản giới hạn) 25 tháng 12 năm 2010 (bản thường) | 978-4-04-900801-2 (bản giới hạn) ISBN 978-4-04-715580-0 (bản thường) |
| 12      | 26 tháng 4 năm 2011                                                 | 978-4-04-715679-1                                                    |
| Redial  | 26 tháng 7 năm 2013                                                 | 978-4-04-120616-4                                                    |

Tháng 12 năm 2012, Anime News Network đưa tin "Mirai Nikki" sẽ có một ngoại truyện phát hành vào tháng 7 năm 2013 mang tên "Mirai Nikki Redial". Tập truyện mới sẽ đính kèm một DVD anime mới nhất dài 25 phút. Truyện bắt đầu được định kỳ trên Shōnen Ace số tháng 5 năm 2013.

## Chuyển thể

### Anime
Một đoạn phim "pilot" (anime ngắn để thăm dò ý kiến) dài 8 phút đã xuất hiện trong DVD kèm theo phiên bản giới hạn của manga tập 11, phát hành ngày 9 tháng 12 năm 2010.
Sau đó, manga chính thức được chuyển thể thành anime truyền hình bởi studio Asread và được đạo diễn bởi Hosoda Naoto, bắt đầu phát sóng từ ngày 10 tháng 10 năm 2011. Cuối series, màn hình di động nhân vật hiện lên chữ "Khởi động Next Project" (Next Project　始動) và thông tin chính về dự án đó sẽ được thông báo ở buổi hoà nhạc "Mirai Nikki The Live World" ngày 29 tháng 7 tại Nhật.
Tập pilot sử dụng nhạc chủ đề là bài "The Creator" trình bày bởi Teihoku. Còn series sử dụng bốn bản nhạc chủ đề. 14 tập đầu nhạc mở đầu là "Kūsō Mythology" (空想メソロギヰ Kūsō Mesorogii) hát bởi Teikoku Yōsei, và nhạc cuối phim là "Blood Teller" hát bởi Faylan. Từ tập 15 trở đi, bản nhạc mở đầu được đổi thành bài "Dead End" của Faylan, và nhạc kết thúc là bài "Filament" của Teihoku.

#### Danh sách các tập
| Tập | Tựa đề                                                 | Ngày phát sóng       |
| --- | ------------------------------------------------------ | -------------------- |
| 01  | "Đăng ký" "Sain Appu" (サインアップ)                   | 10 tháng 10 năm 2011 |
| 02  | "Điều kiện hợp đồng" "Keiyaku Jōken" (契約条件)        | 17 tháng 10 năm 2011 |
| 03  | "Dự đoán ban đầu" "Shoki Furyō" (初期不良)             | 24 tháng 10 năm 2011 |
| 04  | "Đầu vào viết tay" "Tegaki Nyūryoku" (手書き入力)      | 31 tháng 10 năm 2011 |
| 05  | "Memo giọng nói" "Boisu Memo" (ボイスメモ)             | 7 tháng 11 năm 2011  |
| 06  | "Chế độ rung" "Manā Mōdo" (マナーモード)               | 14 tháng 11 năm 2011 |
| 07  | "Tin nhắn lúc vắng" "Rusu Ōtō" (留守応答)              | 21 tháng 11 năm 2011 |
| 08  | "Mẫu mới" "Shin Kishu" (新機種)                        | 28 tháng 11 năm 2011 |
| 09  | "Chặn cuộc gọi" "Chakushin Kyohi" (着信拒否)           | 5 tháng 12 năm 2011  |
| 10  | "Gói cước gia đình" "Kazoku Puran" (家族プラン)        | 12 tháng 12 năm 2011 |
| 11  | "Huỷ dịch vụ" "Sābisu Shūryō" (サービス終了)           | 19 tháng 12 năm 2011 |
| 12  | "Không ngoại lệ" "Jushin Kengai" (受信圏外)            | 26 tháng 12 năm 2011 |
| 13  | "Hạn chế cuộc gọi" "Hitsūchi Settei" (非通知設定)      | 9 tháng 1 năm 2012   |
| 14  | "Xoá bộ nhớ" "Memorī Shōkyo" (メモリー消去)            | 16 tháng 1 năm 2012  |
| 15  | "Kế hoạch cho cả hai" "Daburu Horudā" (ダブルホルダー) | 23 tháng 1 năm 2012  |
| 16  | "Sửa chữa" "Shūri" (修理)                              | 30 tháng 1 năm 2012  |
| 17  | "Giảm giá cho gia đình" "Kazoku Wari" (家族割り)       | 6 tháng 2 năm 2012   |
| 18  | "Chen ngang" "Konsen" (混線)                           | 13 tháng 2 năm 2012  |
| 19  | "Xoá mọi tin nhắn" "Zenken Sakujo" (全件削除)          | 20 tháng 2 năm 2012  |
| 20  | "Trao đổi dữ liệu" "Dēta Tensō" (データ転送)           | 27 tháng 2 năm 2012  |
| 21  | "Mã số nhận diện" "Anshō Bangō" (暗証番号)             | 12 tháng 3 năm 2012  |
| 22  | "Ngưng kết nối" "Setsudan" (切断)                      | 19 tháng 3 năm 2012  |
| 23  | "Lỗ hổng hợp đồng" "Keiyaku Furikō" (契約不履行)       | 26 tháng 3 năm 2012  |
| 24  | "Khôi phục dữ liệu" "Kensakuchū" (検索中)              | 2 tháng 4 năm 2012   |
| 25  | "Reset" "Risetto" (リセット)                           | 9 tháng 4 năm 2012   |
| 26  | "Khởi chạy" "Shokika" (初期化)                         | 16 tháng 4 năm 2012  |

### Visual novel
Kadokawa Shoten phát hành một visual novel dựa trên dành cho dòng máy Playstation Portable mang tên Nhật Ký Tương Lai: Người Sở Hữu Nhật Ký Thứ 13 (未来日記 -13人目の日記所有者 Mirai Nikki 13-nin-me no Nikki Shoyūsha) vào ngày 28 tháng 1 năm 2010 tại Nhật. Sau đó, nó được tái bản với diễn viên lồng tiếng cho anime tham gia vào ngày 26 tháng 4 năm 2012.

### Phim truyền hình
Từ 21 tháng 4 đến 30 tháng 6 năm 2011, Fuji TV cho chiếu loạt phim truyền hình dài 11 tập dựa trên manga với tựa đề Mirai Nikki - Another: World - (未来日記-ANOTHER:WORLD-). Tuy có chung ý tưởng về nhật ký tương lai, cốt truyện và nhân vật của phim truyền hình hoàn toàn khác với manga.